# Агнета Фельтскуг
Агнета Осі Фельтскуг (швед. Agnetha Åse Fältskog, нар. 5 квітня 1950, Єнчепінг, Швеція) — шведська співачка, авторка пісень, музична продюсерка, найбільш відома як солістка гурту ABBA. 
Ще до створення гурту ABBA Агнета Фельтскуг завоювала популярність як шведська співачка, вона була авторкою великої кількості хітів. Після розпаду гурту ABBA у 1982—1987 роках продовжувала сольну кар'єру, випустивши в ці роки три сольних альбоми. Після 17-річної перерви у 2004 році повернулася до творчої діяльності з альбомом My Colouring Book.

## Біографія
Її справжнє ім'я — Agneta, букву «h» вона додала до імені пізніше.

### 1950-1966: Ранні роки
Агнета Фельтскуг народилася в місті Йончепінг, Смоланд, Швеція 5 квітня 1950 року. Вона була першою з двох доньок Інгвара Фельтскога (1922-1996), який працював менеджером універсального магазину, і його дружини Біргіт Маргарети Юханссон (1923-1994). Сестра Агнети, Мона, народилася 1955 року. Батько виявляв великий інтерес до музики і шоу-бізнесу, тоді як мати була спокійною і турботливою жінкою, яка цілком присвятила себе дітям і чоловікові.
Свою першу пісню "Två små troll" (рос. Два маленьких тролі) Агнета написала в 6 років. У 1958 році брала уроки гри на фортепіано, а також почала співати в місцевому церковному хорі. На світанку 1960-х разом зі своїми подругами Лєною Юхансон і Елізабет Струб організувала вокальне тріо, що виступало на місцевих концертних майданчиках, однак через малу кількість запрошень колектив швидко припинив існування. У 15 років Агнета кинула школу, щоб зосередитися на кар'єрі.

### 1966-1971: Перші успіхи
Працюючи телефоністкою на місцевій машинній станції, Агнета паралельно брала участь у виступах танцювального колективу під керуванням Бернта Ергхарта. Однак незабаром через популярність колективу Агнеті довелося обирати між роботою і сценою, і в наступні два роки вона успішно гастролювала з танцювальною групою. У цей час вона розлучилася зі своїм хлопцем Бьорном Ліля; ця подія надихнула її на написання пісні "Jag var så kär" (рос. Я була так закохана), виконання якої приносить колективу широку популярність. Запис пісні потрапив продюсеру Карлу Герхарду Люндквісту, якому сподобався голос Агнети, і він запропонував їй укласти контракт. Після деяких вагань Агнета погодилася і стала підопічною лейблу Cupol Records.
У жовтні 1967 ріка Агнета записала пісню "Jag var så kär", яка стала хітом номер один у Швеції. 1968 року вона з піснею "Försonade" подала заявку на участь у конкурсі Melodifestivalen, що визначав представника від Швеції на конкурсі пісні Євробачення, проте пісня не пройшла до фіналу. Потім пішли інші хіти й альбоми, здебільшого написані самою Агнетою. Вона стала однією з найпопулярніших співачок Швеції того часу. Як вона сама говорила в інтерв'ю, її пісні були дуже романтичними, а мелодії до них приємними і такими, що запам'ятовуються. Деякі з них були популярні в літніх "пісенних парках", наприклад, романтична мелодія Mina Ögon або французька Som Gladije зі словами, написаними Стіг Андерсон, який пізніше став менеджером групи ABBA.
Наприкінці 1960-х Агнета познайомилася з німецьким продюсером Дітером Циммерманном, з яким уклала контракт на виступ і запис синглів німецькою мовою. Циммерман пророкував Агнеті великий успіх у ФРН, проте жодна з її пісень так і не досягла великого успіху. Після закінчення контракту Агнета повернулася до Швеції.
У 1971 році вона записала сингл "Om tårar vore guld" (рос. Якщо б сльози були золотом). Один із данських композиторів заявив, що Фельтског використала 22 такти з його композиції 1950-х. Судовий процес був завершений тільки 1977 року, тоді співачці довелося виплатити 5 000 шведських крон.
У 1972 рік у Агнета Фельтскут виконала роль Марії Магдалини у шведській постановці мюзиклу "Іісус Христос - суперзірка".

### 1971-1982: АВВА

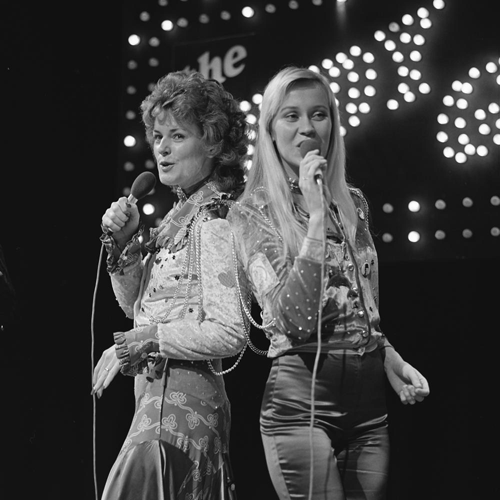
Анні-Фрід Лінгстад і Агнета Фельтскуг 1974 року

1968 року під час зйомок на шведському телебаченні  зустріла музикантів Бйорна Ульвеуса, Анні-Фрід Лінгстад та Бенні Андерссона. Разом вони вирішують організувати квартет, який пізніше отримає назву ABBA. Перший спільний виступ їх пройшов в одному з ресторанів Гетеборга 1 листопада 1970 ріка.
У 1975 році, вже будучи в квартеті ABBA, Агнета випустила сольний альбом шведською "Elva kvinnor i ett hus", альбом записувався під час виробництва альбомів квартету Waterloo і ABBA. Робота над альбомом тривала з 1972 року, тоді вже вона почала писати вірші для пісень, проте запис часто відкладався через зайнятість у гурті, а пізніше через вагітність. Платівка стала вельми успішною, провівши 53 тижні в офіційному шведському чарті (більше, ніж будь-який з альбомів ABBA). Шведська версія суперхіта "SOS" у виконанні Агнети потрапила на четверту позицію Svensktoppen.
Наприкінці 1978 року Агнета розлучилася з Бйорном, з яким була одружена. При цьому вони вирішили, що їхні стосунки не повинні впливати на спільну роботу в гурті. Пісня "The Winner Takes It All" була написана Бьорном після цих подій.
Агнета знову спробувала взяти участь у конкурсі Melodifestivalen, тепер як композиторка. У 1981 році вона спільно з Інгелою Форсман пише пісню "Men Natten Är Vår" (рос. Наша ніч) для молодої співачки Кікі Моберг. Однак пісня посідає лише передостанню позицію. У грудні того ж року Агнета разом з донькою записує альбом із різдвяними піснями Nu tändas tusen juleljus', він посів шосте місце у шведському альбомному чарті.

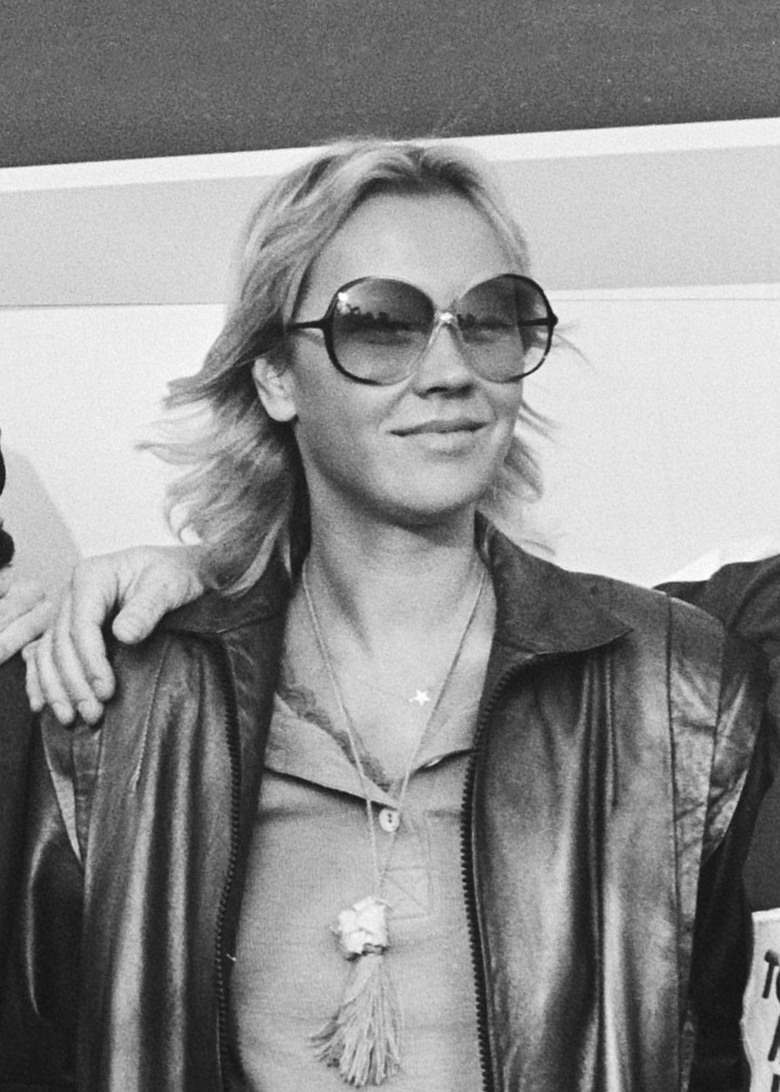
Агнета Фельтскуг в аеропорту Роттердама 1979 року

За час участі в гурті АВВА співачка виконувала соло в наступних піснях: "Disillusion" (єдина пісня, яку вона написала особисто для групи), "Hasta Mañana", "Dance (While the Music Still Goes On)", "SOS", "I've Been Waiting for You", "When I Kissed the Teacher", "My Love, My Life", "Move On", "Thank You for the Music", "Chiquitita", "As Good as New", "Kisses of Fire", "Dream World", "Gimme! Gimme! Gimme! (A Man After Midnight)", "The Winner Takes It All", "Happy New Year", "Lay All Your Love on Me", "Head Over Heels", "One of Us", "Soldiers", "Slipping Through My Fingers", "Under Attack" і "The Day Before You Came" (ця пісня стала останньою із записаних на той момент квартетом пісень).

## Особисте життя
6 липня 1971 одружилася з Бйорном Ульвеусом. Стосунки з ним виникли під час зйомок на шведському телебаченні в травні 1969 року. У шлюбі народила двох дітей: дочку Лінду Елін (23 лютого 1973) і сина Крістіана (4 грудня 1977). Наприкінці 1978 року Агнета і Бйорн розлучилися, вона покинула їхній спільний дім у ніч на Різдво. Після цього продовжила з ним співпрацю в гурті АВВА.
У 1990 році одружилася з хірургом Томасом Сонненфельдом, пара розлучилася через три роки.
Співачка має аерофобію після випадку під час північноамериканського турне, коли літак був змушений здійснити аварійну посадку, потрапивши в торнадо. Відтоді вона згодна переміщатися тільки на автобусі, навіть попри аварію 1983 року.

## Дискографія (окрімABBA)

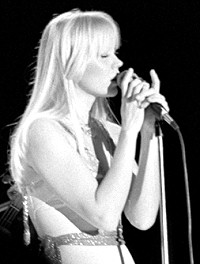
Агнета Фельтскуг на концерті в Осло (1977)

- 1968 — Agnetha Faltskog
- 1969 — Agnetha Faltskog Vol.2
- 1970 — Som Jag Ar
- 1971 — Nar En Vacker Tanke Blir En Sang
- 1973 — Agnetha Faltskog — Basta (збірня пластинка)
- 1975 — Elva Kvinnor І Ett Hus
- 1979 — Tio Ar Med Agnetha (збірний альбом)
- 1980 — Nu Tandas Tusen Juleljus — Agnetha&Linda
- 1983 — Wrap Your Arms Around Me
- 1985 — Eyes Of A Woman
- 1986 — Sjung Denna Sang (збірня пластинка)
- 1987 — Kom Folj Med I Var Karusell — Agnetha&Christian
- 1987 — І Stand Alone
- 1994 — Geh' Mit Gott (збірний компакт-диск німецькою мовою)
- 1996 — My Love, My Life (збірник з 2 компакт-дисків)
- 1997 — My Love, My Life (збірник з 3 компакт-дискав)
- 1998 — That's Me: Greatest Hits (збірний компакт-диск)
- 2004 — My Colouring Book
- 2004 — De Forste Aren /Agnetha Faltskog 1967—1979 (комплект із 6 компакт-дисків)
- 2008 — My Very Best-2CD /Agnetha Faltskog (комплект із 2 компакт-дисків)